# Ermanno Cavazzoni
 (avril 2022).
Si vous disposez d'ouvrages ou d'articles de référence ou si vous connaissez des sites web de qualité traitant du thème abordé ici, merci de compléter l'article en donnant les références utiles à sa vérifiabilité et en les liant à la section « Notes et références ».
Ermanno Cavazzoni (né en 1947 à Reggio d'Émilie) est un homme de lettres et universitaire italien, dont le roman Il poema dei lunatici a inspiré La Voce della luna à Federico Fellini.

## Biographie
Professeur d'esthétique à l'université de Bologne, Ermanno Cavazzoni vit dans la capitale de l'Émilie-Romagne.

## Filmographie
- La voce della luna de Federico Fellini (1990).
- La vie comme un voyage d'entreprise de Paolo Muran (2006).
- Il mare d'inverno, episode du film collectif Formato ridotto de Antonio Bigini, Claudio Giapponesi, Paolo Simoni (2012).
- Vacanze al mare de Ermanno Cavazzoni (2013).